# Ragnégisile

Ragnégisile (en latin Ragnegesilus) (Aquitaine, ? - Troyes, vers 637) est un évêque de Troyes, en France, au VIIe siècle.

## Biographie
Originaire d'Aquitaine, il fonde d'après la Vita Frodoberti, une vita de saint Frodobert, une église au nom de sainte Savine sur une terre qui lui appartenait. Son tombeau y a été conservé ; il est décrit dans un article de 1834-1835 ; Charles Fichot en donne un dessin dans son ouvrage, Statistique monumentale du département de l'Aube, publié en 1884 à Troyes. Le tombeau est placé dans la chapelle nord de l’église Sainte-Savine dédiée à Ragnégisile ; il est classé.
Il a été le dix-septième évêque de Troyes.

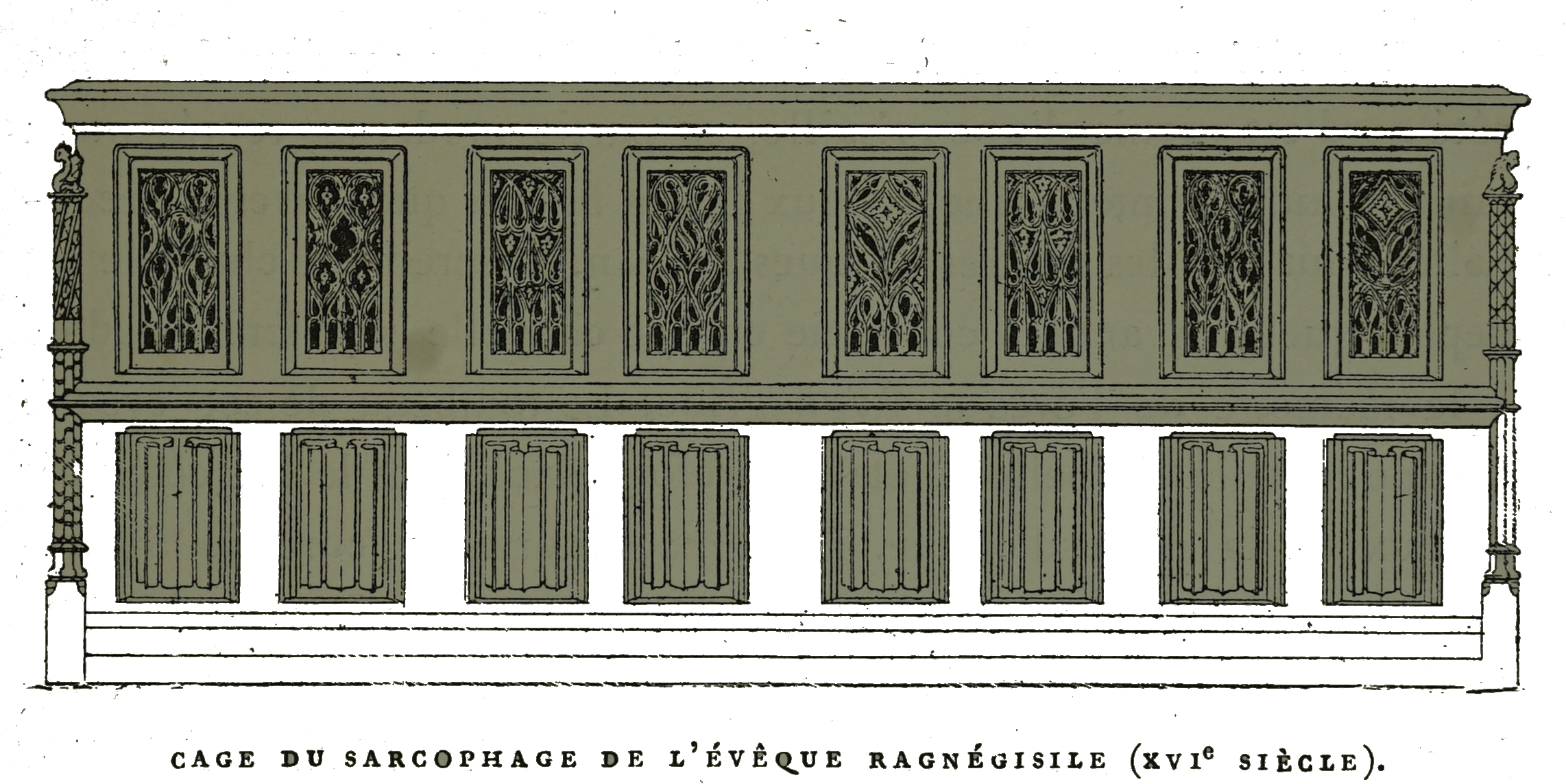
tombeau par Charles Fichot ;
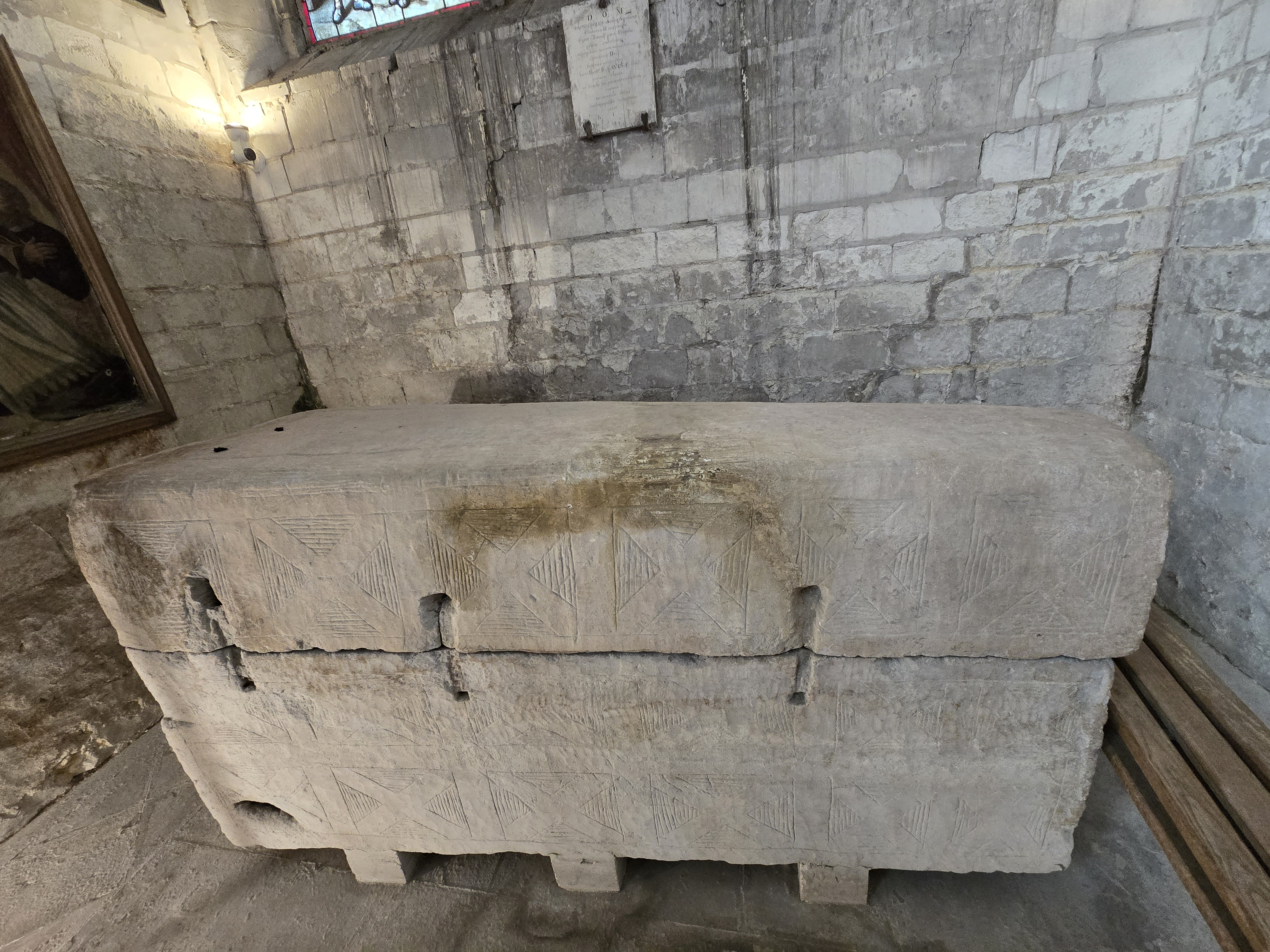
Sarcophage de l'évêque Ragnégisile, autrefois recouvert par le tombeau en bois[6].